# Зленко Валентина Андріївна
Валентина Андріївна Зленко (14 липня 1936, Київ — 12 січня 2023, Київ) — українська науковиця (історикиня та економістка), педагог. Доктор історичних наук (1989), професор (2006). Дослідниця проблем історії робітничих та профспілкових рухів у США, соціальних проблем в умовах глобалізації, гендерної проблематики.
У різні періоди — наукова співробітниця декількох науково-дослідних інститутів Києва, зокрема Інституту історії АН УРСР (1967—1978) та Інституту світової економіки і міжнародних відносин НАН України (1993—2006). В заключний період життя — головна наукова співробітниця Національної наукової сільськогосподарської бібліотеки (2006—2015). Авторка понад 200 наукових робіт.

## Життєпис
Народилась 14 липня 1936 року у Києві у родині радянського політичного діяча Андрія Зленка (1905—1976).
У 1958 році закінчила кафедру нової та новітньої історії зарубіжних країн історико-філософського факультету Київського державного університету імені Тараса Шевченка. Учениця професорів Віктора Жебокрицького, Анатолія Мартиненка, Віктора Котова.
Після закінчення університету обійняла посаду редакторки історичної редакції Видавництва політичної літератури України. У 1964 році вступила до аспірантури Інституту історії АН УРСР, після її завершення у 1967 році увійшла до наукового складу Інституту.
Тоді ж здобула науковий ступінь кандидата історичних наук, захистивши дисертацію на тему «Робітничий клас США в русі демократичних сил Америки за мир і співробітництво з СРСР (1960—1964 рр.)» (науковий керівник — доктор історичних наук Арнольд Шлепаков).
У 1978 році, зі створенням Інституту соціальних і економічних проблем зарубіжних країн АН УРСР, увійшла до його наукового складу як старша, а пізніше — провідна наукова співробітниця.
Через рік взяла участь у Приленській археологічній експедиції Сибірського відділення АН СРСР під керівництвом доктора історичних наук Юрія Мочанова. Науковці пройшли шлях по річці Лена від Якутська до бухти Тіксі.
Вільно володіла англійською мовою. У 1986 році, протягом двох місяців, проходила стажування у США: Національному управлінні архівів та документації, рукописному фонді Бібліотеки Конгресу, бібліотеках наукових центрів та університетів країни.
У 1989 році здобула науковий ступінь доктора історичних наук, захистивши дисертацію на тему «Основные проблемы и направления деятельности профсоюзов в социально-экономической и политической жизни США, 1960-е-1970-е годы». Стала першою жінкою-доктором наук серед співробітниць Інституту соціальних і економічних проблем зарубіжних країн.
У 1990-х роках — членкиня Постійної комісії Верховної Ради України з проблем сім'ї, охорони материнства і дитинства, паралельно працювала у відділі прав людини та соціального співробітництва Міністерства закордонних справ України. У 1991 році заснувала першу неурядову громадську організацію жінок-науковиць в Україні — «Український центр жіночих студій».
З 1993 року — провідна наукова співробітниця Інституту світової економіки і міжнародних відносин НАН України. У 2006 році, за рекомендацією професора Володимира Власова, була запрошена професором Віктором Вергуновим на посаду головної наукової співробітниці Національної наукової сільськогосподарської бібліотеки. Тоді ж здобула вчене звання професора.

Могила Валентини Зленко та її родини, Байкове кладовище

У 2015 році вийшла на заслужений відпочинок. Померла 12 січня 2023 року на 87-му році життя. Похована разом з родиною на Байковому кладовищі, навпроти Вознесенської церкви (ділянка № 43).

## Наукова діяльність
Авторка понад 200 наукових робіт. Деякий час викладала на кафедрі міжнародних організацій та дипломатичної служби Навчально-наукового інституту міжнародних відносин КНУ ім. Тараса Шевченка, у Національному педагогічному університеті імені Михайла Драгоманова.
Наукова керівниця декількох кандидатів наук. Членкиня спеціалізованих вчених рад Національної наукової сільськогосподарської бібліотеки та Університета Григорія Сковороди в Переяславі.
Представниця України в Міжнародному жіночому русі, учасниця численних міжнародних конференцій з проблем жіноцтва у багатьох країнах світу, зокрема Австрії, Німеччині, Канаді, Нідерландах тощо. Членкиня редколегій часописів «Gates» (Дікінський університет у Мельбурні), «Історичні студії суспільного прогресу», «Історія науки і біографістика».

## Науковий доробок (частковий)
- «Робітничий клас США в русі демократичних сил Америки за мир і співробітництво з СРСР (1960—1964 рр.)» (1967; дисертація)
- «Профсоюзы в американском обществе (60 — 70-е гг.)» / В. А. Зленко. — Киев: Наук. думка, 1981. — 190 с.; 20 см.
- «Права на словах: Женщины Запада: их судьбы и проблемы» / В. А. Зленко. — Симферополь: Таврия, 1988. — 139,[2] с. : ил.; 17 см.
- «Основные проблемы и направления деятельности профсоюзов в социально-экономической и политической жизни США, 1960-е-1970-е годы»: диссертация доктора исторических наук : 07.00.03 / Киев. гос. ун-т им. Т. Г. Шевченко. — Киев, 1989. — 398 с.
- «ООН у системі міжнародних відносин. Історичний досвід і перспективи». К., 1995
- «Історія феміністського руху» [Текст]: програма лекційного курсу для гуманітарних спеціальностей / В. Зленко ; Київський ун-т ім. Тараса Шевченка. Інститут міжнародних відносин. — К. : [б.в.], 1998. — 11 с.
- «Глобализация и безопасность развития» [Текст]: монография / [О. Г. Белорус, М. О. Гончаренко, В. А. Зленко и др.] ; научный редактор член-корреспондент НАН Украины, доктор экономических наук, профессор О. Г. Белорус ; Национальная академия наук Украины, Институт мировой экономики и международных отношений [и др.]. — Київ: КНЭУ, 2002. — 789 с. : ил.; 20 см.
- «Лиха коса голодомору: 1932—1933»: монографія / П. П. Панченко, М. О. Багмет, М. А. Журба, В. А. Зленко, В. В. Іваненко. — К. : Україна, 2008. — 432 c.
- «Глобальное конкурентное пространство». К., 2008
- «Перше навчальне видання з аграрної історії України» / В. Зленко // Бібліотечний вісник. — 2009. — № 2. — С. 55-56.
- «Соціально-економічні пріоритети у сфері діяльності системи ООН (досвід 90-х років ХХ ст.)» / В. Зленко // Наукові записки з української історії. — 2012. — Вип. 31. — С. 53-56.
- «Ринкова економічна основа та соціальні складові (зайнятість і професійна підготовка кадрів) аграрного сектору України» / В. А. Зленко. // Історія науки і біографістика. — 2013. — № 4.
- «Аналіз динаміки виробництва та експорту зернових культур і картоплі в Україні» / В. А. Зленко. // Історія науки і біографістика. — 2014. — № 4.

## Нагороди
- 1982 — медаль «У пам'ять 1500-річчя Києва»
- 1984 — медаль «Ветеран праці»
- 1992 — грамота Організації Об'єднаних Націй
- 1993 — сертифікат Міжнародного республіканського інституту